# Eselhöfe
Eselhöfe ist ein Ortsteil der Gemeinde Mühlhausen im Täle im Landkreis Göppingen in Baden-Württemberg.
Das Dorf liegt auf der Schwäbischen Alb am Rande des Filstals. In Ortsnähe liegt der Steinbühl, ein 797 m hoher Berg. Hier befindet sich auch die Todtsburger Höhle.
Eselhöfe besteht aus 15 Häusern. Einzigartig ist die Lage des Dorfes, denn es ist von der Bundesautobahn 8 umgeben. Am Albaufstieg trennen sich die rechte und linke Fahrbahn. Zwischen den Fahrbahnen liegt der Ortsteil. Direkt unter dem Dorf verläuft der Steinbühltunnel der Schnellfahrstrecke Wendlingen–Ulm.
Erstmals erwähnt wird Eselhöfe im Jahre 1831 als Eselhof. Der Ort gehört zur evangelischen Kirchengemeinde Wiesensteig.